# Gare de Monte-Carlo
Ne doit pas être confondu avec Gare de Monaco-Monte-Carlo ou Halte de Monte-Carlo-Country-Club.
La gare de Monte-Carlo (monégasque : gara de Munte-Carlu) est une ancienne gare ferroviaire de la ligne de Marseille-Saint-Charles à Vintimille (frontière), située sur le territoire de la principauté de Monaco. Ouverte en 1869, elle est fermée en 1965 et détruite peu après.

## Histoire

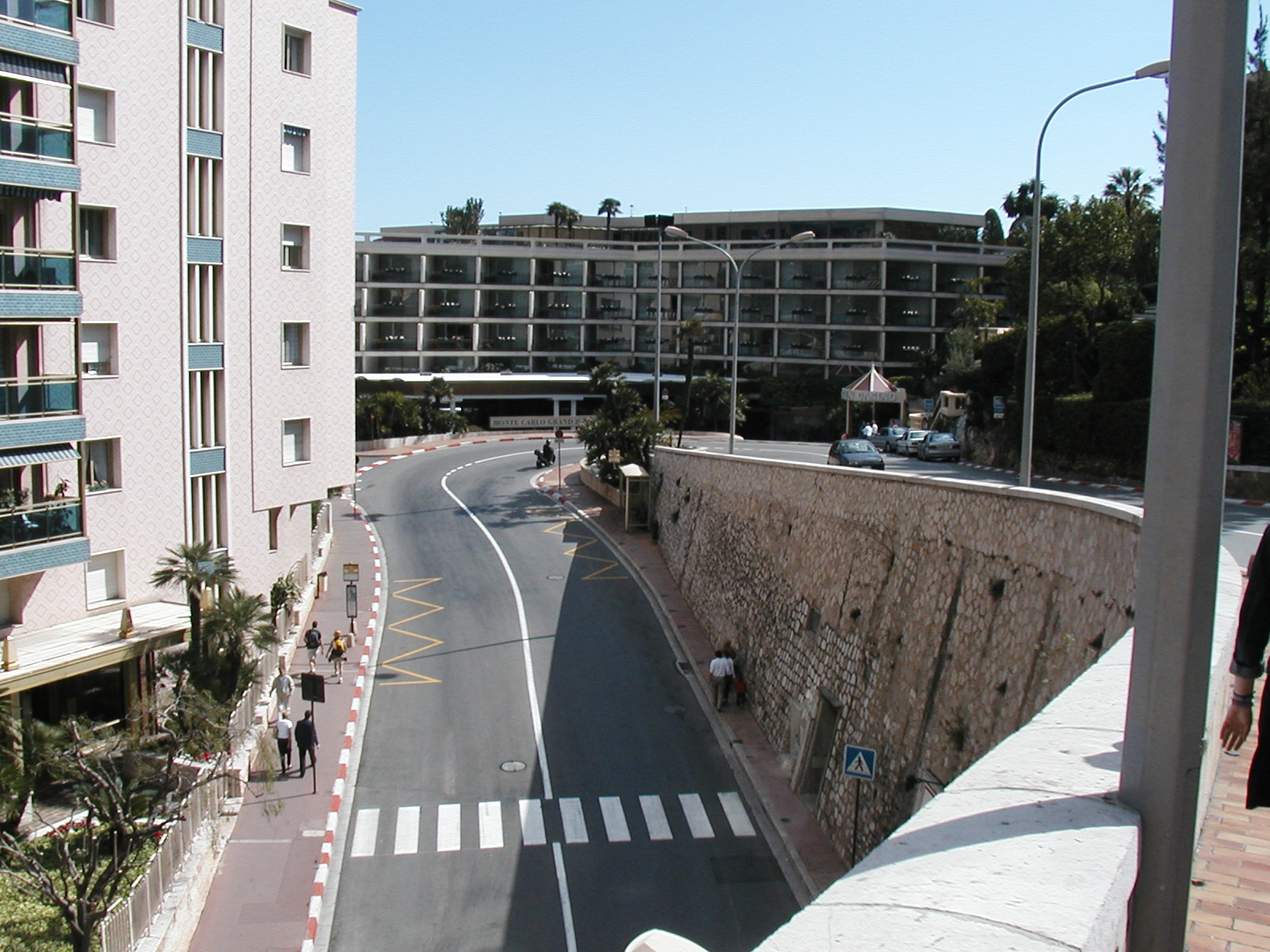
L'hôtel Fairmont : l'endroit où se trouvait la gare. L'épingle visible sur l'image est utilisée par le circuit de Monaco, et se nommait à l'époque l'épingle de la gare.

### Contexte
En 1866, la Compagnie Paris-Lyon-Méditerranée lance la construction du prolongement de la ligne de Marseille à Monaco de neuf kilomètres jusqu'à Menton. Il traverse la Principauté sur 3 600 mètres, sur des terrains mis à la disposition de la Compagnie par le jury d'expropriation. La gare de Monte-Carlo est inaugurée en 1869, à la suite de la pression de la Société des Bains de Mer (SBM) de permettre au Casino d'inviter les riches vacanciers parisiens.

### Fondation
De 1958 à 1964, Rainier III, réalise que les emprises ferroviaires tracées près d'un siècle plus tôt font perdre énormément à la Principauté. Il entreprend donc de faire dévier les voies au nord, sur un nouveau tracé de 3 491 mètres de longueur, comprenant deux souterrains de 131 m et 3 056 m. La gare est fermée en 1965. La surface laissée par la gare donne naissance au quartier du Larvotto, sur les 51 000 m2 de terrain de l'ancienne plateforme. À cet emplacement, l'hôtel Fairmont s'agrandit et occupe les terrains de l'ancienne gare de Monte-Carlo. La gare de Monaco est alors rebaptisée en Monaco-Monte-Carlo, en souvenir de ladite ancienne gare.